# Szczytniki-Kolonia (Popów)
Szczytniki-Kolonia – część wsi Popów w Polsce, położona w województwie wielkopolskim, w powiecie kaliskim, w gminie Szczytniki.
W latach 1975–1998 Szczytniki-Kolonia położone były w województwie kaliskim.